# Fluor-Dravit
Das Mineral Fluor-Dravit ist ein seltenes Ringsilikat aus der Turmalingruppe mit der idealisierten chemischen Zusammensetzung NaMg2+3Al6(Si6O18)(BO3)3(OH)3F.
Anhand äußerer Kennzeichen ist Fluor-Dravit nicht von anderen, ähnlich gefärbten Turmalinen wie Dravit, Oxy-Dravit oder Schörl zu unterscheiden. Sie kristallisieren mit trigonaler Symmetrie und bilden schwarz-braune Kristalle von wenigen mm Größe. Im Dünnschliff zeigen sie einen deutlichen Pleochroismus von gelblich braun nach farblos. Wie alle Minerale der Turmalingruppe sind sie stark pyroelektrisch und piezoelektrisch.
Typlokalität ist ein granitischer Pegmatit, der in der Crabtree Smaragdmine bei Spruce Pine im Mitchell County in North Carolina abgebaut wurde.

## Etymologie und Geschichte
Dass Fluor (F−) ein essentieller Bestandteil von Turmalinen sein kann, weiß man seit Mitte des 19. Jahrhunderts und auch der Dravit aus der Typlokalität im Drave-Gebiet enthält ~0,1 apfu (Atom pro Formeleinheit) Fluor. Grice und Ercit dokumentierten 1993 in einer Übersichtsarbeit Dravite mit 42–44 Mol-% Fluorkomponente und eisenreicher Dravit mit 0,6–0,7 apfu Fluor wurde 1998 in einer metamorphen Fluorit-Lage in einem Orthogneis der Svratka-Einheit bei Nedvědice in Tschechien beschrieben. Ein hypothetisches F-Dravit-Endglied führten Hawthorne und Henry 1999 in ihrer überarbeiteten Klassifikation der Turmalingruppe ein. Es folgte eine systematische Suche nach neuen Turmalinendgliedern durch eine Doktorandin von Hawthorne, die im Jahr 2002 neben Fluor-Dravit  mit 75 mol-% Fluor-Komponente auch Fluor-Elbait, Fluor-Schörl, Hydroxy-Uvit, Chromo-Alumino-Povondrait (Cralpoit) und Chrom-Dravit beschrieb. Fluor-Dravit wurde im Jahr 2010 von der International Mineralogical Association (IMA) als neues Mineral anerkannt und die vollständige Beschreibung des Flour-Dravit im Jahr darauf publiziert. Der Name Fluor-Dravit bezieht sich auf dessen Zusammensetzung. Fluor-Dravit ist das Fluor-Analog von Dravit.

## Klassifikation
In der strukturellen Klassifikation der International Mineralogical Association (IMA) gehört Fluor-Dravit zusammen mit Schörl, Dravit, Fluor-Schörl, Tsilaisit, Fluor-Tsilaisit, Chrom-Dravit und Vanadium-Dravit zur Alkali-Untergruppe 1 der Alkaligruppe in der Turmalinobergruppe.
Die seit 2001 gültige und bislang von der IMA verwendete 9. Auflage der Strunz’schen Mineralsystematik führt den Fluor-Dravit noch als hypothetisches Endglied in der Klasse 9 der „Silikate und Germanate“ und dort in der Abteilung C der „Ringsilikate“ auf. Diese Abteilung ist weiter unterteilt nach der Größe, Verknüpfung und Verzweigung der Silikatringe, so dass das Mineral entsprechend seinem Aufbau in der Unterabteilung „K. [Si6O18]12−-Sechser-Einfachringe mit inselartigen, komplexen Anionen“ zu finden ist, wo es zusammen mit Ferri-Feruvit, Ferri-Uvit, Fluor-Chromdravit, Fluor-Schörl, Fluor-Elbait, Fluor-Foitit, Fluor-Mg-Foitit, Fluor-Olenit, Fluor-Rossmanit, Hydroxy-Buergerit (heute Buergerit), Hydroxy-Feruvit (heute Feruvit), Hydroxy-Liddicoatit (heute Liddicoatit), Hydroxy-Uvit (heute Uvit), Oxy-Chromdravit (heute Oxy-Chrom-Dravit), Oxy-Dravit, Oxy-Elbait (heute Darrellhenryit), Oxy-Ferri-Foitit, Oxy-Feruvit (heute Lucchesiit), Oxy-Foitit, Oxy-Liddicoatit, Oxy-Mg-Ferri-Foitit, Oxy-Mg-Foitit, Oxy-Rossmanit, Oxy-Schörl und Oxy-Uvit (heute Magnesio-Lucchesiit) noch zu den hypothetischen Endgliedern der „Turmalingruppe“ mit der System-Nr. 9.CK.05 gezählt wird.
Da Fluor-Dravit erst 2010 als eigenständiges Mineral anerkannt wurde, ist er in der seit 1977 veralteten 8. Auflage der Mineralsystematik nach Strunz noch nicht verzeichnet. Einzig im Lapis-Mineralienverzeichnis nach Stefan Weiß, das sich aus Rücksicht auf private Sammler und institutionelle Sammlungen noch an dieser alten Form der Systematik von Karl Hugo Strunz orientiert, erhielt das Mineral die System- und Mineral-Nr. VIII/E.19-18. In der „Lapis-Systematik“ entspricht dies der Klasse der „Silikate und Germanate“ und dort der Abteilung „Ringsilikate“, wo Fluor-Dravit zusammen mit Adachiit, Bosiit, Chromdravit (heute Chrom-Dravit), Chromo-Aluminopovondrait (heute Chromo-Alumino-Povondrait), Darrellhenryit, Dravit, Elbait, Feruvit, Fluor-Buergerit, Fluor-Elbait, Fluor-Liddicoatit, Fluor-Schörl, Fluor-Tsilaisit, Fluor-Uvit, Foitit, Lucchesiit, Luinait-(OH), Magnesiofoitit, Maruyamait, Oxy-Chromdravit (heute Oxy-Chrom-Dravit), Oxy-Dravit, Oxy-Foitit, Oxy-Schörl, Oxy-Vanadiumdravit (heute Oxy-Vanadium-Dravit), Rossmanit, Schörl, Olenit, Povondrait, Tsilaisit, Uvit, Vanadio-Oxy-Chromdravit (heute Vanadio-Oxy-Chrom-Dravit), Vanadio-Oxy-Dravit die „Turmalin-Gruppe“ bildet (Stand 2018).

## Chemismus
Fluor-Dravit ist das Fluor-Analog von Dravit bzw. das Magnesium (Mg2+)- Analog von Fluor-Schörl und hat die idealisierte Zusammensetzung [X]Na[Y]Mg2+3[Z]Al6([T]Si6O18)(BO3)3[V](OH)3[W]F, wobei [X], [Y], [Z], [T], [V] und [W] die Positionen in der Turmalinstruktur sind. Für den Fluor-Dravit aus der Typlokalität wurde folgende empirische Zusammensetzung ermittelt:
- [X](Na0,88◻0,08Ca0,04) [Y](Mg1,30Fe2+0,87Al0,58Mn0,09Li0,13Ti0,03Zn0,01◻0,03) [Z](Al5,43Mg0,57) [T](Si5,87Al0,08B0,05)O18(BO3)3[V](OH)3 [W][F0,75(OH)0,47]

Fluor-Dravit bildet Mischkristalle vor allem mit Fluor-Schörl und Dravit entsprechend der Austauschreaktionen
- [W]F = [W](OH) (Dravit)
- [Y]Mg2+ = [Y]Fe2+ (Fluor-Schörl).

Aluminium und Magnesium verteilen sich über beide Oktaederpositionen entsprechend der Austauschreaktion
- [Y]Mg2+ + [Z]Al3+ = [Y]Al3+ + [Z]Mg2+

## Kristallstruktur
Fluor-Dravit kristallisiert mit trigonaler Symmetrie in der Raumgruppe R3m (Raumgruppen-Nr. 160) mit 3 Formeleinheiten pro Elementarzelle. Die Gitterparameter des natürlichen Mischkristalls aus North Carolina sind: a = 15,955(3) Å, c = 7,153(2) Å.
Die Struktur ist die von Turmalin. Natrium (Na+) wird auf der von acht bis neun Sauerstoffen umgebenen [X]-Position eingebaut und Silicium (Si4+) besetzt die tetraedrisch von 4 Sauerstoffionen umgebene T-Position. Magnesium (Mg2+) und Aluminium (Al3+) verteilen sich relativ gleichmäßig auf die oktaedrisch koordinierten [Y]- und [Z]-Positionen. Die Anionenposition [V] ist mit (OH)-Gruppen belegt und Fluor (F−) ersetzt die OH-Gruppe auf der [W]-Position.

## Bildung und Fundorte

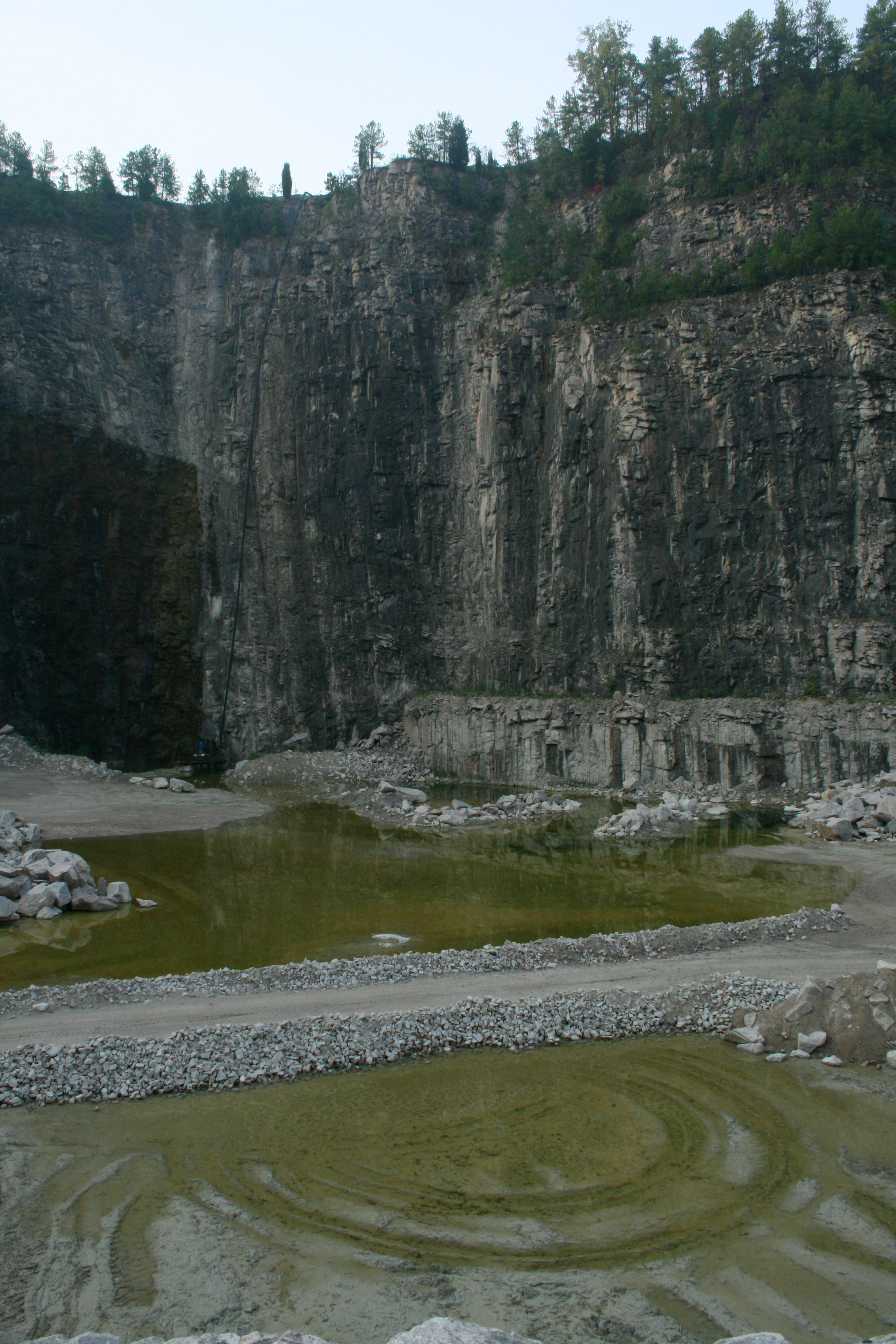
Crabtree Steinbruch

Fluor-Dravit bildet sich bei der Reaktion von Fluor- und Bor-reichen, pegmatitischen Lösungen mit Eisen-armen Gesteinen und ist bisher nur an wenigen Fundorten zweifelsfrei identifiziert worden.

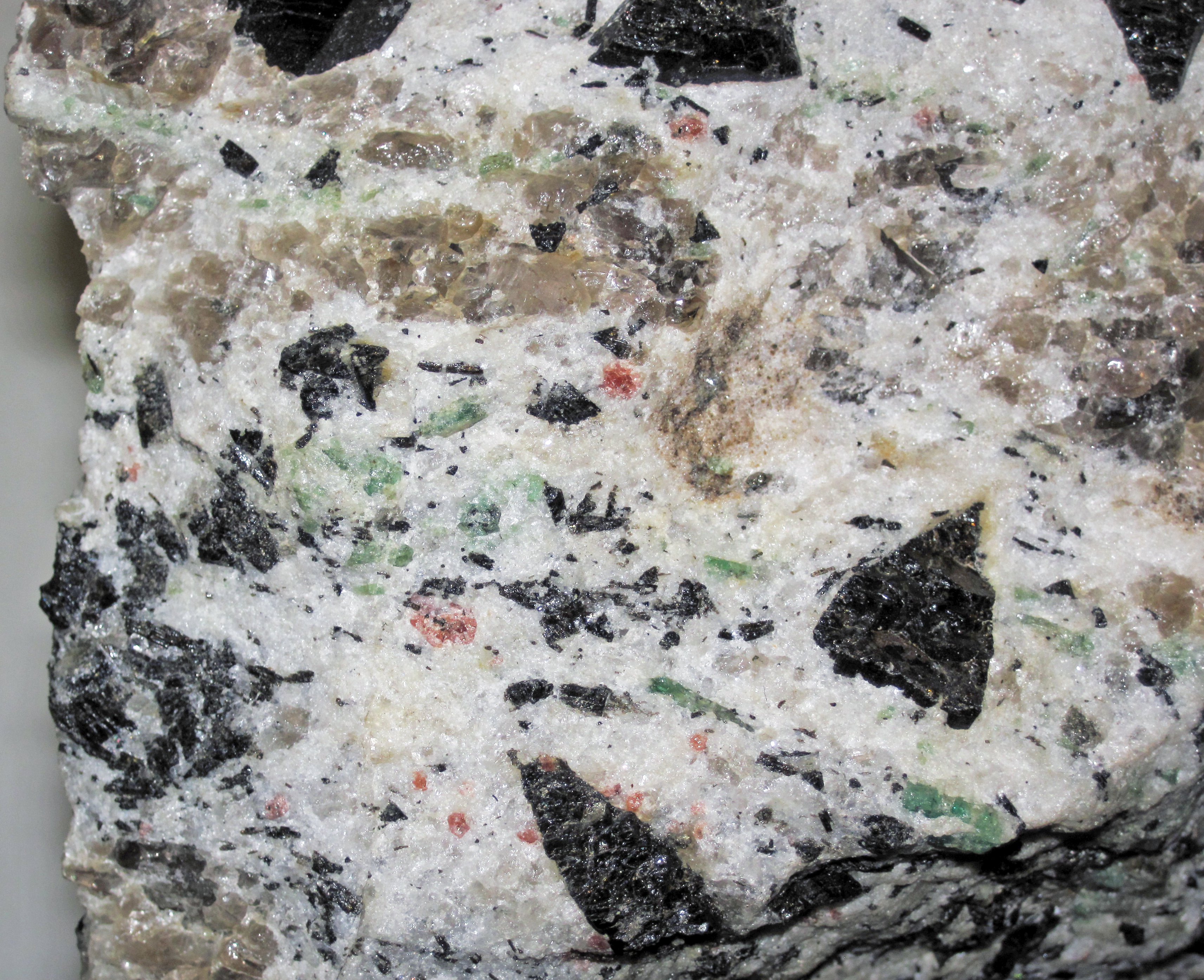
Crabtree Pegmatit mit Turmalin (schwarz) mit Quarz (grau), Feldspat (weiß), Beryl (grün) und Almandin (rot)

In der Typlokalität, der Crabtree Smaragdmine bei Spruce Pine im Mitchell County in North Carolina, tritt Fluor-Dravit zusammen mit Kalifeldspat, Plagioklas, Quarz, Beryll, Muskowit, Almandin, Biotit und Fluorit am Kontakt eines granitischen Pegmatits mit dem Nebengestein auf.